# (799) Гудула
(799) Гудула (лат. Gudula) —  небольшой астероид из группы главного пояса, который был открыт 9 марта 1915 года немецким астрономом Карлом Райнмутом в обсерватории Хайдельберга и назван женским именем Гудула.

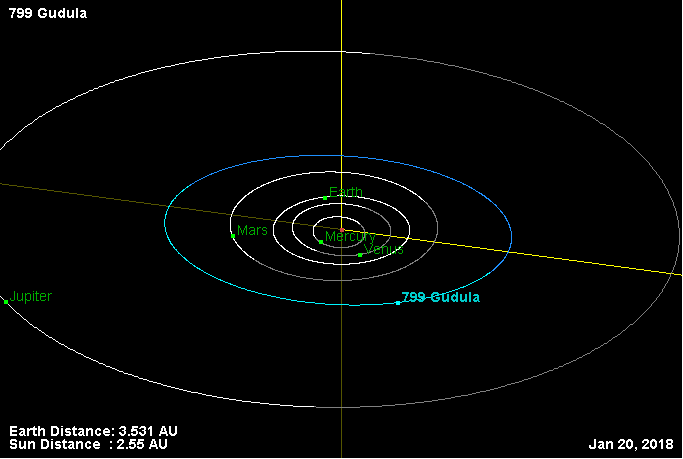
Орбита астероида Гудула и его положение в Солнечной системе

Фотометрические наблюдения, проведённые в 2006 году в обсерватории Oakley в городе Терре-Хот, позволили получить кривые блеска этого тела, из которых следовало, что период вращения астероида вокруг своей оси равняется 14,814 ± 0,003  часам, с изменением блеска по мере вращения 0,30 ± 0,03 m.